# Fregula
La fregula, dite aussi freula ou avec le mot italianisé de fregola, est un type de pâte produite en Sardaigne et originaire de la région du Campidano.

## Description
La fregula s'apparente au couscous, au berkoukes, à la mhamsa du Maghreb, au  moghrabié ou maftoul du Levant et au kusksu de Malte.
Elle se présente sous une forme sphérique d'un diamètre irrégulier variant entre 2 et 6 millimètres.
Obtenue avec de la semoule de blé dur et de l'eau, la pâte est façonnée par roulage avec la pulpe des doigts dans un récipient en terre cuite puis, à la fin du séchage, elle est grillée au four, ce qui lui donne sa couleur et un goût très particulier.
Dans la cuisine sarde, la fregula est souvent servie avec un bouillon, ou accompagnée de palourdes ou de tellines. On trouve également de nombreuses recettes à base de champignons ou de viande.

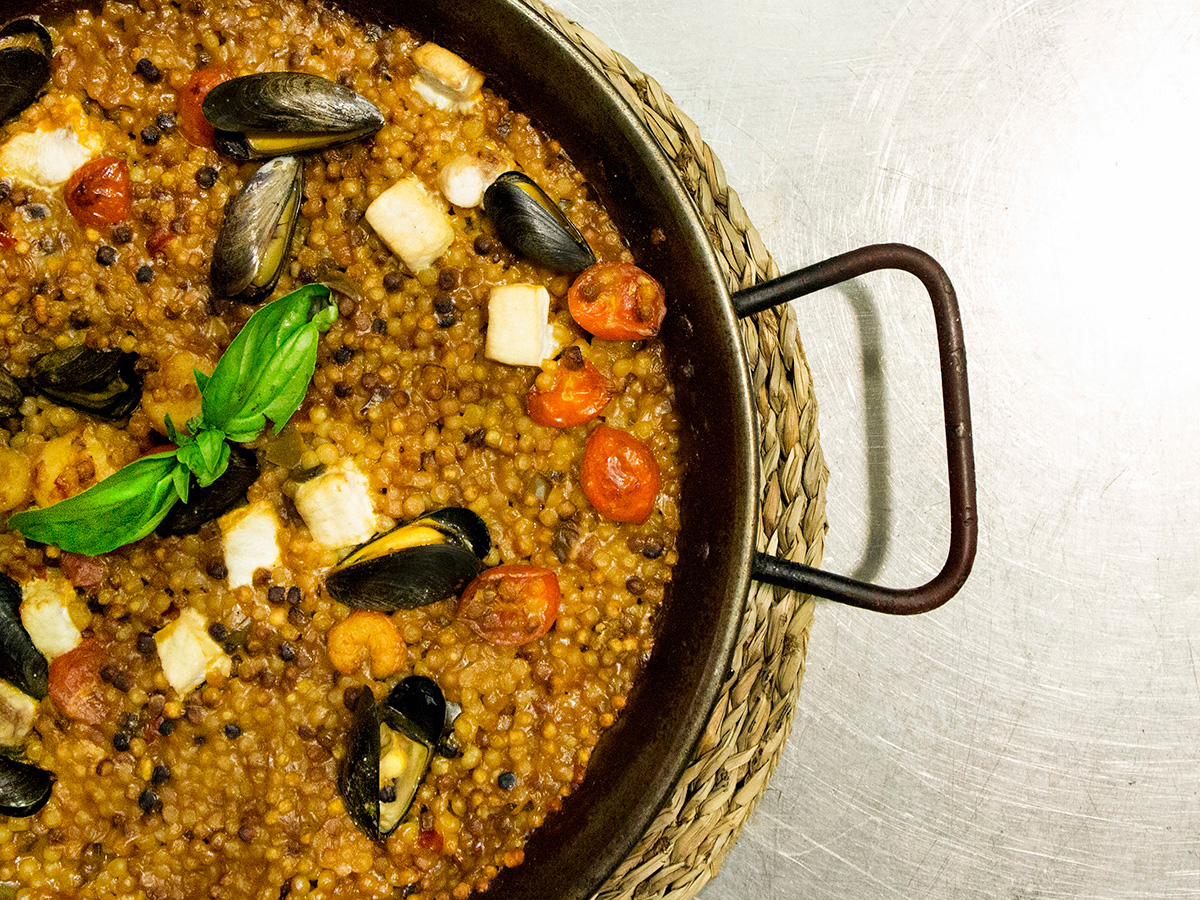
Fregula avec des moules.